# Ian Meierdres
Ian Meierdres (* 24. Dezember 1988 in Breda) ist ein niederländischer Eishockeytorwart, der bei den Tilburg Trappers unter Vertrag steht und mit der Mannschaft seit 2015 in der deutschen Oberliga Nord spielt.

## Karriere

### Club
Ian Meierdres begann seine Karriere als Eishockeyspieler in der zweiten Mannschaft der Tilburg Trappers in der zweitklassigen Ersten Division. Nachdem er bereits seit 2005 zum Kader gehört hatte, debütierte er in der Spielzeit 2007/08 in der ersten Mannschaft der Nordbrabanter in der Ehrendivision. Mit den Trappers wurde er 2007, 2008, 2014 und 2015 niederländischer Meister sowie 2006, 2008, 2011, 2013, 2014 und 2015 Pokalsieger. 2011 wurde er zum besten Torhüter der Niederlande gewählt. Seit 2015 spielt er mit seiner Mannschaft in der deutschen Oberliga Nord und wurde mit den Trappers 2016, 2017 und 2018 Deutscher Oberligameister. Dabei wurde er 2018 zum Torhüter des Jahres in der Oberliga Nord gewählt.

### Nationalmannschaft
Meierdres nahm für die Niederlande im Juniorenbereich an den U18-Weltmeisterschaften 2005 und 2006 sowie den U20-Weltmeisterschaften 2007 und 2008, als er die beste Fangquote und den geringsten Gegentorschnitt des Turniers aufwies, jeweils in der Division II teil. 
Im Kader der Herren-Nationalmannschaft stand er bei den Weltmeisterschaften der Division I 2008, 2010, 2011, 2012, als er nach dem Polen Przemysław Odrobny und dem Südkoreaner Eum Hyun-seung die beste Fangquote aufwies und zum besten Torhüter des Turniers gewählt wurde, 2014 und 2015, als er zwar die zweitbeste Fangquote des Turniers erreichte, damit aber den Abstieg der Niederländer in die Division II nicht verhindern konnte. Bei der Weltmeisterschaft 2018 gelang ihm mit seiner Mannschaft die Rückkehr in die Division I, wozu er mit der besten Fangquote und dem geringsten Gegentorschnitt tatkräftig beitrug.
Zudem vertrat er das Oranjeteam bei den Qualifikationsturnieren für die Olympischen Winterspiele 2010 in Vancouver, bei denen die Niederländer bereits in der ersten Qualifikationsrunde, die im November 2008 in Narva stattfand, ausschieden, und 2014 in Sotschi, die im November 2012 in Budapest (erste Qualifikationsrunde) und im Februar 2013 in Bietigheim-Bissingen (zweite Qualifikationsrunde) ausgetragen wurden.

## Erfolge und Auszeichnungen
- 2006 Niederländischer Pokalsieger mit den Tilburg Trappers
- 2007 Niederländischer Meister mit den Tilburg Trappers
- 2008 Niederländischer Meister und Pokalsieger mit den Tilburg Trappers
- 2011 Niederländischer Pokalsieger mit den Tilburg Trappers
- 2011 Bester Torhüter der Niederlande
- 2013 Niederländischer Pokalsieger mit den Tilburg Trappers
- 2014 Niederländischer Meister und Pokalsieger mit den Tilburg Trappers
- 2015 Niederländischer Meister und Pokalsieger mit den Tilburg Trappers
- 2016 Deutscher Oberligameister mit den Tilburg Trappers
- 2017 Deutscher Oberligameister mit den Tilburg Trappers
- 2018 Deutscher Oberligameister mit den Tilburg Trappers
- 2018 Torhüter des Jahres der Oberliga Nord

### International
- 2008 Beste Fangquote und geringster Gegentorschnitt bei der U20-Weltmeisterschaft der Division II, Gruppe B
- 2012 Bester Torhüter der Weltmeisterschaft der Division I, Gruppe B
- 2018 Aufstieg in die Division I, Gruppe B, bei der Weltmeisterschaft der Division II, Gruppe A
- 2018 Beste Fangquote und geringster Gegentorschnitt bei der Weltmeisterschaft der Division II, Gruppe A